# Buick
Buick (/ˈbjuːɪk/) é uma divisão da fabricante de automóveis norte-americana General Motors (GM). Nomeada em homenagem ao pioneiro automotivo David Buick, foi uma das primeiras marcas americanas de automóveis e foi a empresa que estabeleceu a General Motors, em 1908. Antes do estabelecimento da General Motors, o fundador da GM, William C. Durant, havia sido diretor e grande investidor da Buick. Ela também tem a distinção de ser a primeira montadora de automóveis do mundo a equipar seus carros com motores de válvulas suspensas, em 1904.
Durante grande parte de sua existência no mercado norte-americano, a Buick foi comercializada como uma marca de automóveis de luxo, vendendo veículos posicionados no mercado acima das principais marcas da GM, mas abaixo da divisão de luxo Cadillac. Ela também teve uma reputação de atrair compradores mais velhos.
Em 2017, a Buick vendeu mais de 1,4 milhão de veículos em todo o mundo, um recorde para a marca. O principal mercado a automóveis Buick está na China, onde 80% dos automóveis da marca Buick são vendidos.O automóveis da marca também são vendidos nos Estados Unidos, Canadá e México.

## História

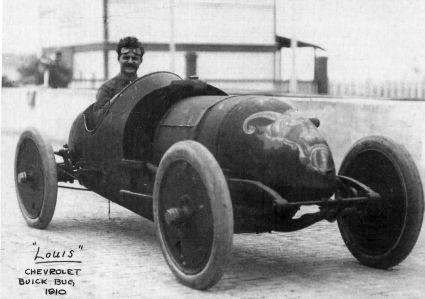
Louis Chevrolet pilotando um Buick Bug na Vanderbilt Cup de 1910.

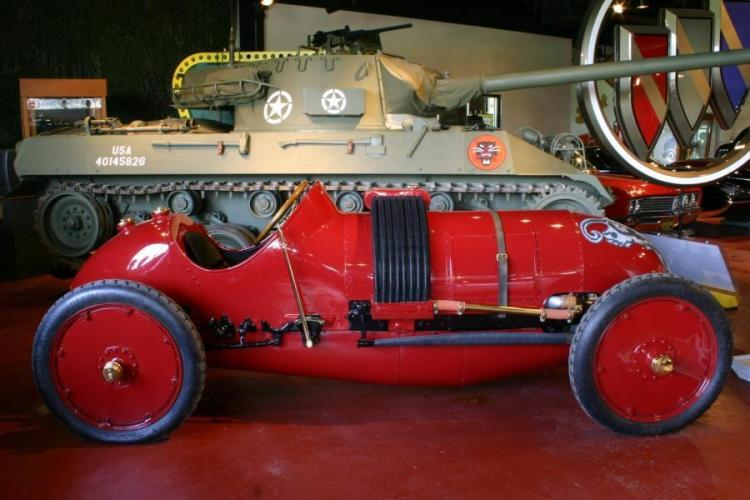
1910 Buick Bug Race Car and 1944 M18 Buick Hellcat Tank Destroyer

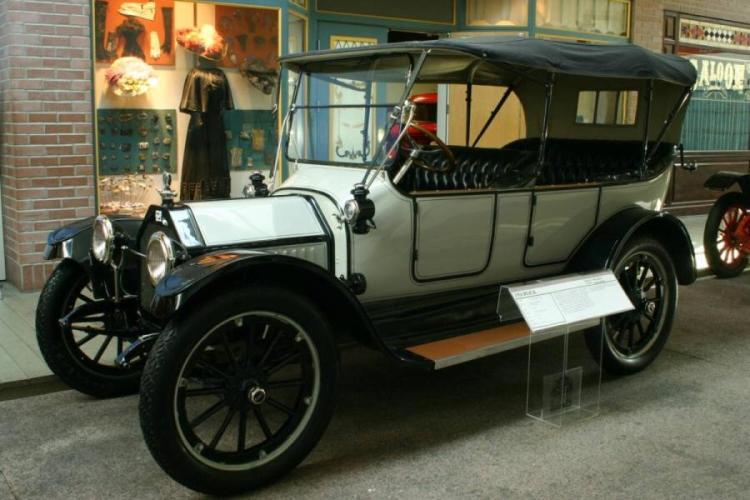
1914 Buick 5-Passenger Touring

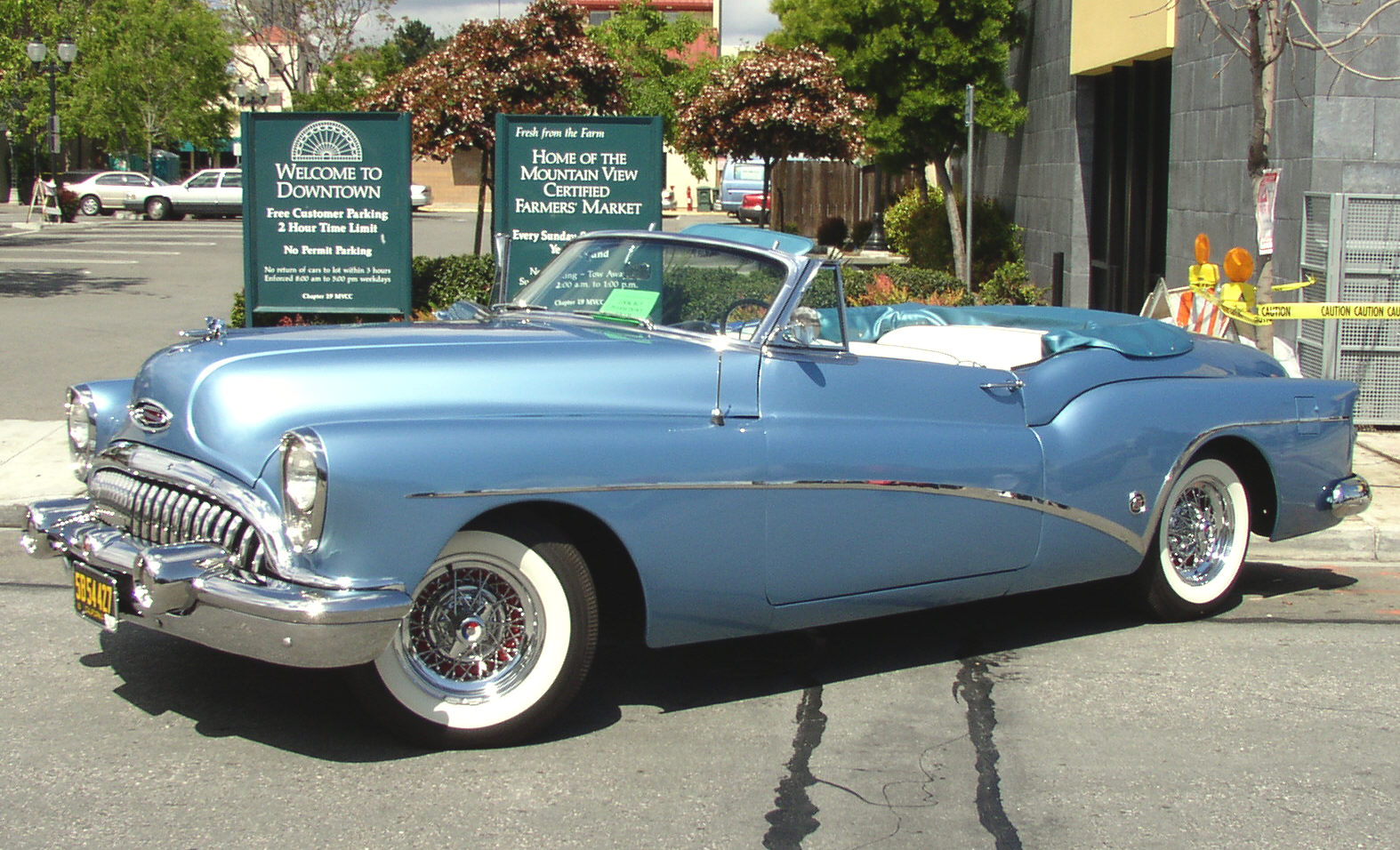
Buick Skylark

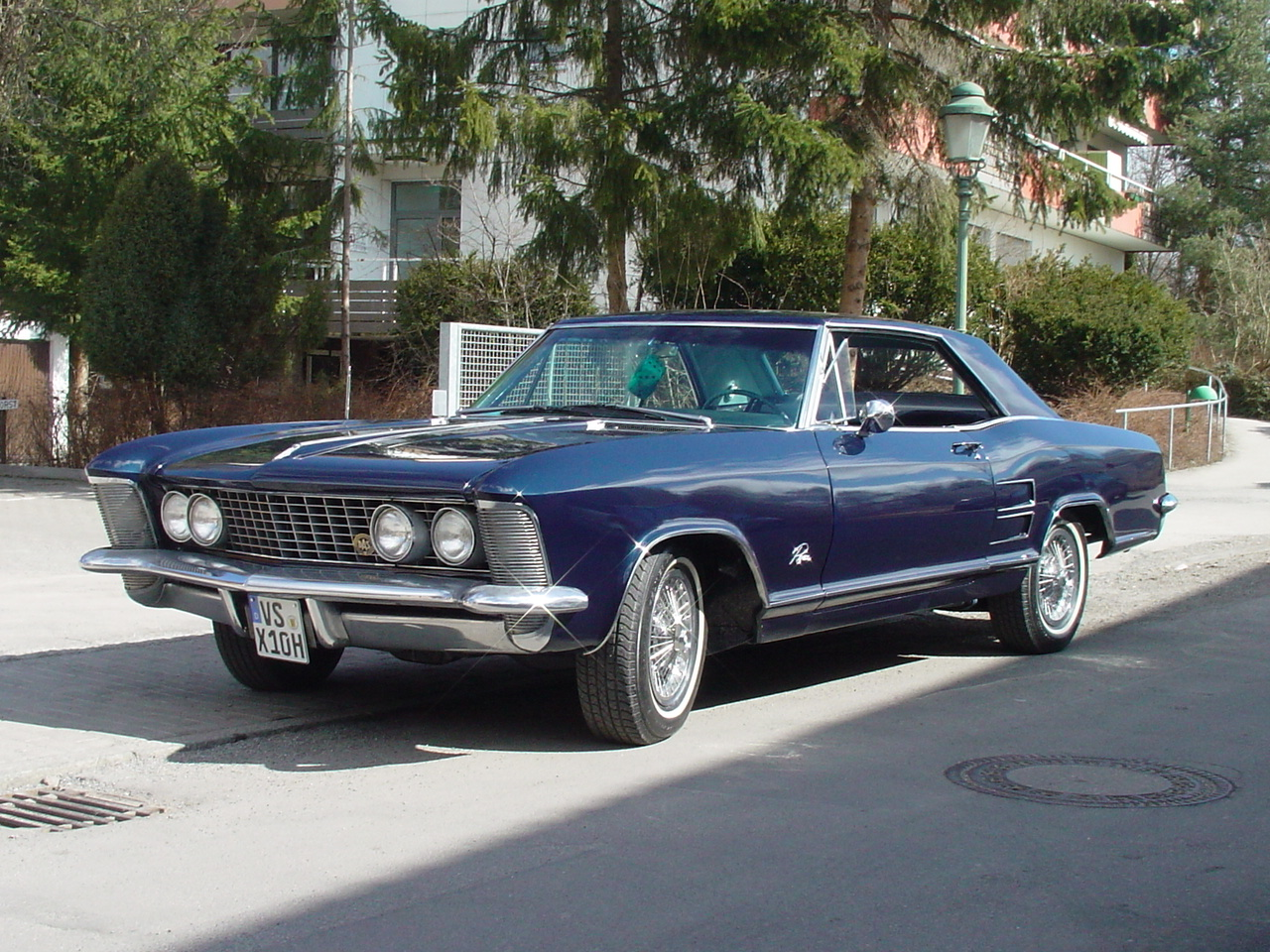
1963 Buick Riviera

### Primeiros anos
A Buick é uma das marcas de automóveis mais antigas do mundo e a mais antiga dos Estados Unidos. (A Autocar, fundada em 1897, é a mais antiga fabricante de veículos automotores do hemisfério ocidental; enquanto originalmente fabricante de automóveis, a Autocar agora fabrica caminhões pesados. Oldsmobile, também uma das primeiras montadoras de automóveis fundada em 1897, atualmente está extinta; Studebaker foi fundada em 1852 , mas não começou a produzir automóveis até 1902; Ford produziu seu primeiro carro em 1896, mas não iniciou a Ford Motor Co. até 1903, e durante o período intermediário esteve envolvido com outros fabricantes de automóveis, como o Cadillac, fundado em 1902).
Buick surgiu como uma fabricante independente de automóveis, a Buick Motor Company, criada em 19 de maio de 1903 pelo escocês-americano David Dunbar Buick (quem inventou a válvula do motor 'overhead' em que o sucesso da empresa foi baseado), em Detroit, Michigan. Mais tarde naquele ano, a empresa foi adquirida por James H. Whiting (1842-1919), que transfere a empresa para sua cidade natal de Flint, Michigan e chamou  William C. Durant em 1904 para gerir a sua nova aquisição. Buick vendeu o seu estoque por uma pequena quantia à partida, e morreu em circunstâncias modestas vinte e cinco anos mais tarde.
Após a aquisição da Buick, Durant  tornou-se o maior fabricante de carros dos EUA. Usando os lucros a partir deste, Durant embarcou numa série de aquisições corporativas, chamando a nova mega-corporação de General Motors.
No início, os fabricantes que compreendiam a General Motors competiam entre si, mas isso logo terminou com Durant. Ele queria que a General Motors fosse uma divisão para cada alvo de uma classe compradora, e como o seu novo sistema Buick estava perto do topo, só o Cadillac era uma marca que tinha maior prestígio.
Em 1911, a Buick introduziu seu primeiro carro com capota fechada, quatro anos à frente do Ford. Em 1929, lançou o Buick Motor Divisão Marquette, destinada a colmatar o fosso entre preço e Buick Oldsmobile; no entanto, Marquette foi descontinuado em 1930.
Hoje Buick mantém essa posição na linha GM. O público alvo da Buick era um cliente que queria um carro confortável, mas que possivelmente não muito rico o suficiente para permitir um Cadillac ou não desejando a ostentação de um, e que queria um carro definitivamente no mercado  acima da norma. Buick é um dos mais antigos marcas em todo o mundo, como o Mercedes-Benz, Renault, Peugeot, Cadillac, Daimler e no descontinuada Oldsmobile.
Especulação existiu, no entanto, quanto ao facto de a GM irá eliminar o Buick marca para cortar custos. Isto seguiu a suspensão temporária da GM do planejado zeta projeto para o desenvolvimento de novos roda traseira conduzir carros montagem do Buick. GM também foi iniciada a consolidação do Buick, Pontiac e GMC em caminhões único concessionário franquias, o que o torna simples para eliminar a marca Buick sem sair de concessionários desprovida de produto. No entanto, com o desenvolvimento da plataforma zeta ainda em curso (incluindo o desenvolvimento do 2006 VE Comodoro eo novo Chevrolet Camaro), pode ser provável que Buick ainda irá sobreviver.
Buick começou a consolidar a sua linha em 2005, substituindo o Século e Regal com o Lacrosse (conhecido como o Buick Allure no Canadá), e os LeSabre e Park Avenue com o Lucerna, em 2006. Tanto do seu SUVs, o Rendezvous e Rainier foram interrompidas em 2007, para abrir caminho para a nova 2008 Enclave, ao passo que a venda de slow-Terraza minivan também foi abandonado para 2008. Isso deixa o marque com apenas três modelos nos Estados Unidos. Tem havido rumores sobre Edmund'seMotor Trend Buick que terá um roadster sedan, em 2010, o que poderia significar que o marque maio sobreviver para além de 2009.
Há especulações que os futuros modelos Buick terá exterior e interior designs com um aumento de influência da China Buick. Isto é devido ao grande sucesso da Buick e de grande reputação na China. Motor Autoridade também tem escrito que irá introduzir o Buick Buick Excelle, nos Estados Unidos em 2008.

## Veículos

### Até 2007
- Buick Apollo (1973-1975)

- Buick Centurion (1971-1973)

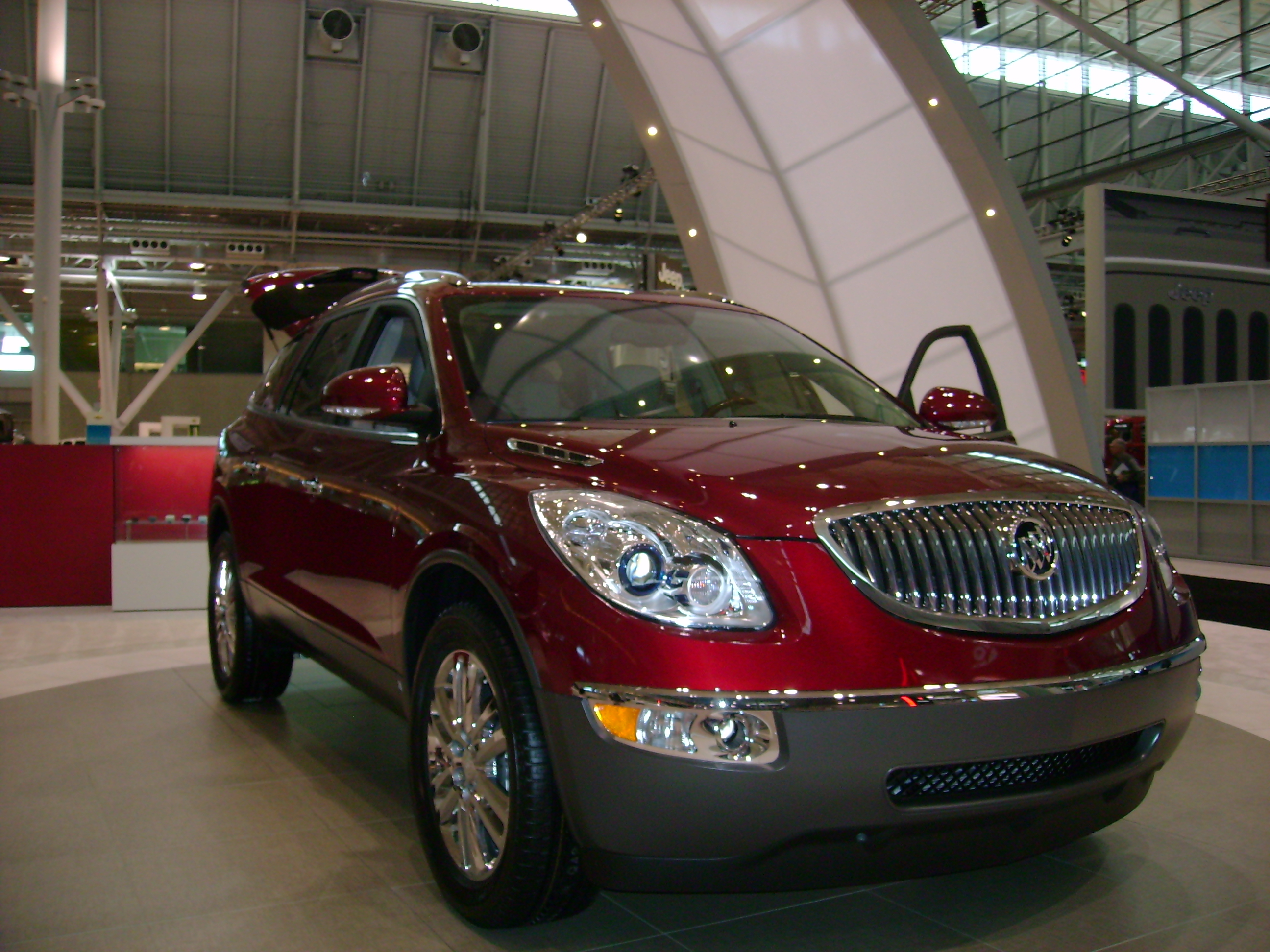
2008 Buick Enclave crossover pode trazer melhores vendas para a Buick

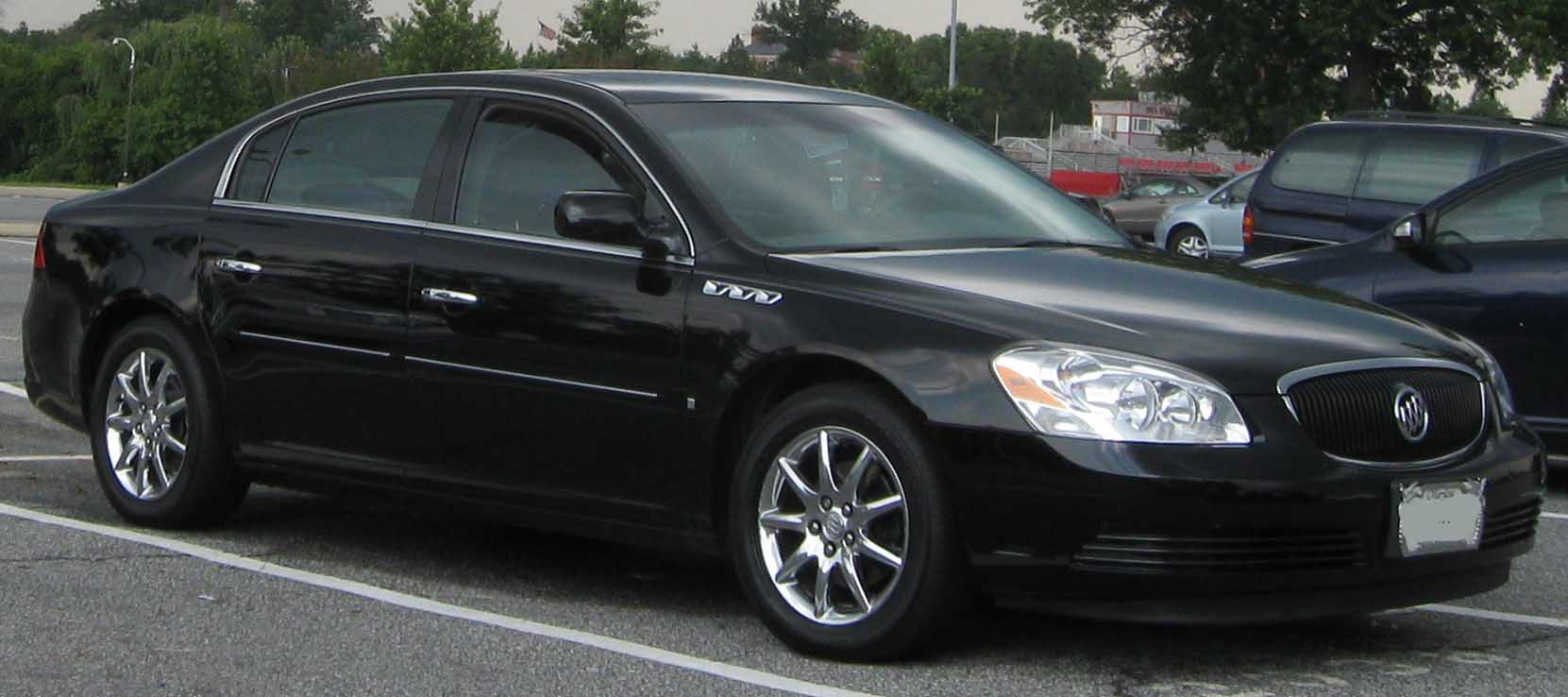
Buick Lucerne 2006

- Buick Century (1936-1942, 1954-1958, 1973-2005)
- Buick Eight
- Buick Electra (1959-1990)
- Buick Estate Wagon (1940, 1946-1964, 1970-1996)
- Buick Gran Sport (1965-1972)

- Buick GSX (1970-1972)
- Buick Invicta (1959-1963)
- Buick LeSabre (1959-2005)
- Buick Limited (1936-1942, 1958)
- Buick Park Avenue  (1991-2005)
- Buick Rainier (2004-2007)
- Buick Reatta (1988-1991)
- Buick Regal (1973-2004)
- Buick Rendezvous (2002-2007)

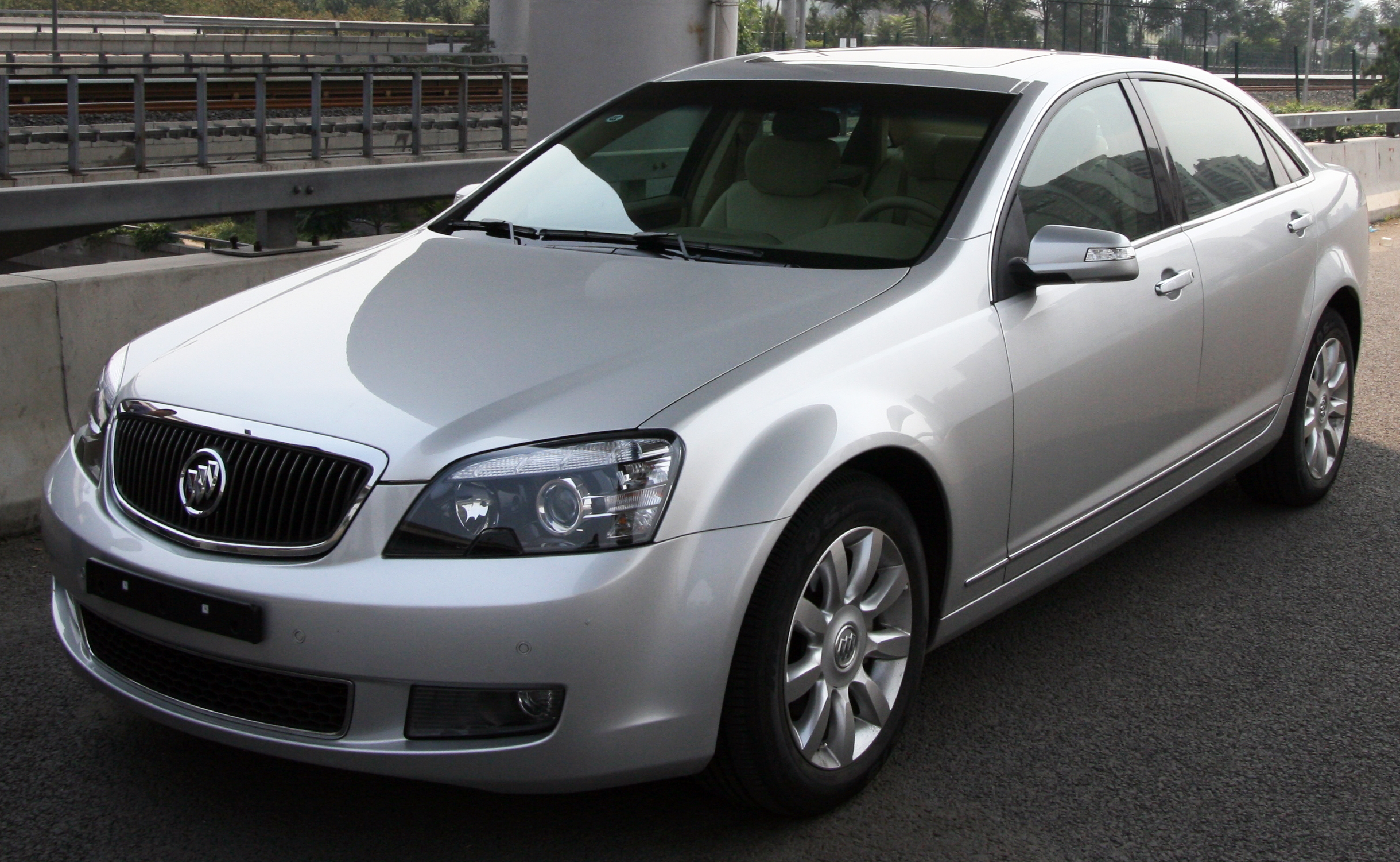
Buick Park Avenue

- Buick Riviera (1963-1993, 1995-1999)
- Buick Roadmaster (1936-1958, 1991-1996)
- Buick Royaum (2005-2006)
- Buick Skyhawk (1975-1980, 1982-1989)
- Buick Skylark (1953-1954, 1961-1972, 1975-1998)
- Buick Somerset (1985-1987)
- Buick Special (1936-1958, 1961-1969)
- Buick Sport Wagon (1964-1972)
- Buick Super (1940-1958)
- Buick Terraza (2005-2007)
- Buick Wildcat (1962-1970)

### A partir de 2008
- Buick LaCrosse (E.U.A) ou Allure (Canadá)
- Bucik Enclave (E.U.A)
- Buick Excelle (China)
- Buick G-séries (China)
- Buick GL8 (China)
- Buick HRV (China)
- Buick Lucerne (E.U.A)
- Buick Park Avenue (China)
- Buick Royaum (China)
- Sail (China)
- Cascada

## Galeria

### Antes da Segunda Guerra Mundial
- Buick Modelo B de 1910
- Buick Modelo 22-54 de 1922
- Buick Modelo 67 de 1932

### Década de 1940-50
- Buick Roadmaster de 1948
- Buick Century de 1956
- Buick Electra de 1959

### Década de 1960-70
- Buick Wildcat de 1963
- Buick Skylark de 1968
- Buick Estate de 1971
- Buick Regal de 1979
- 1972 Buick Centurion

### Década de 1980-90
- Buick Riviera de 1984
- Buick Reatta de 1988
- Buick Roadmaster de 1991
- Buick Park Avenue de 1998

### Década de 2000-10
- Buick Rendezvous de 2002
- Buick Lucerne de 2006
- Buick LaCrosse de 2010
- Buick Envision de 2014
- 2005 Buick LeSabre

## Anúncios

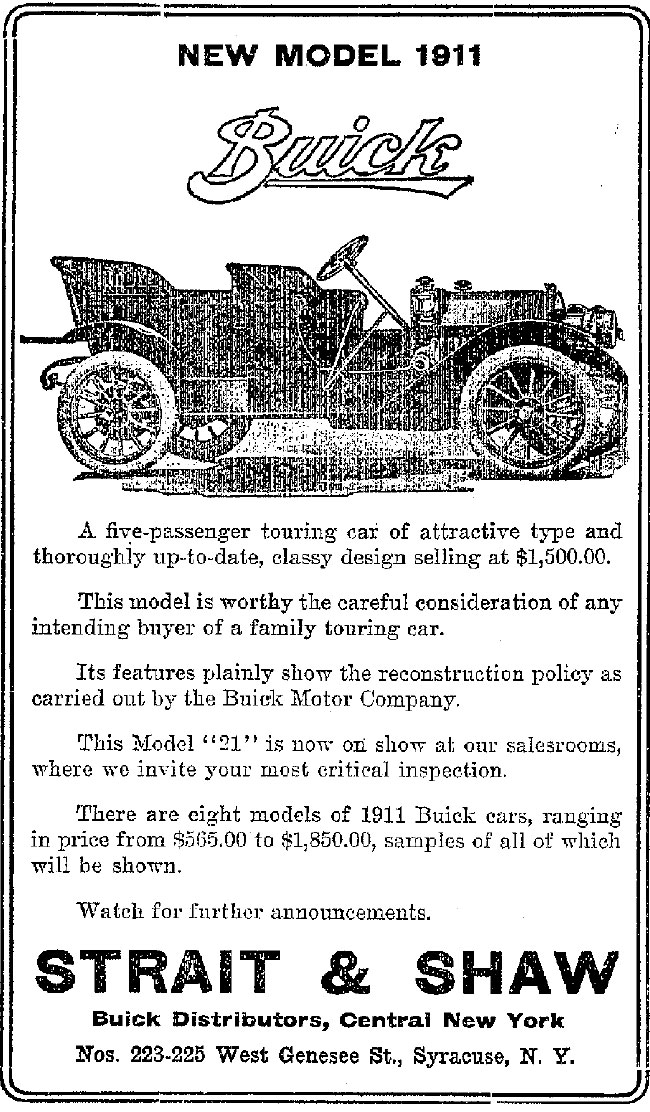
Um anúncio da Buick de 1911 - Syracuse Post-Standard, 21 de janeiro de 1911
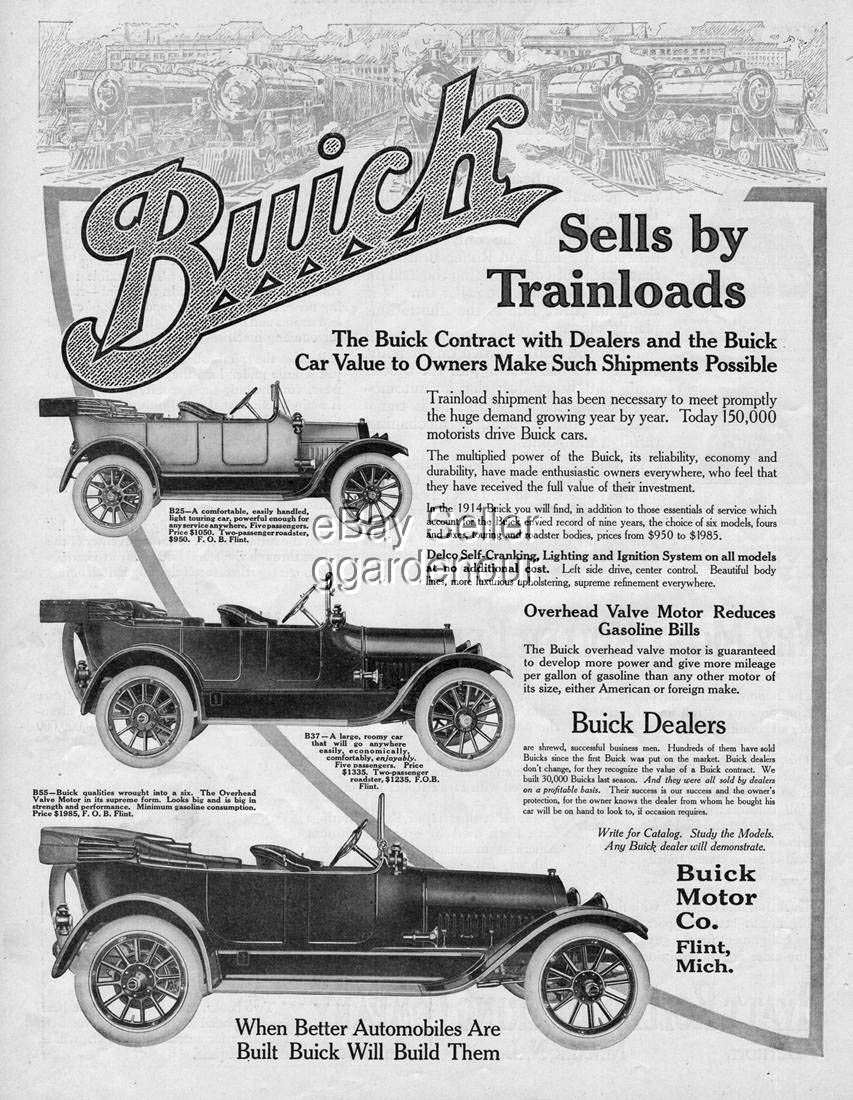
Anúncio de 1913
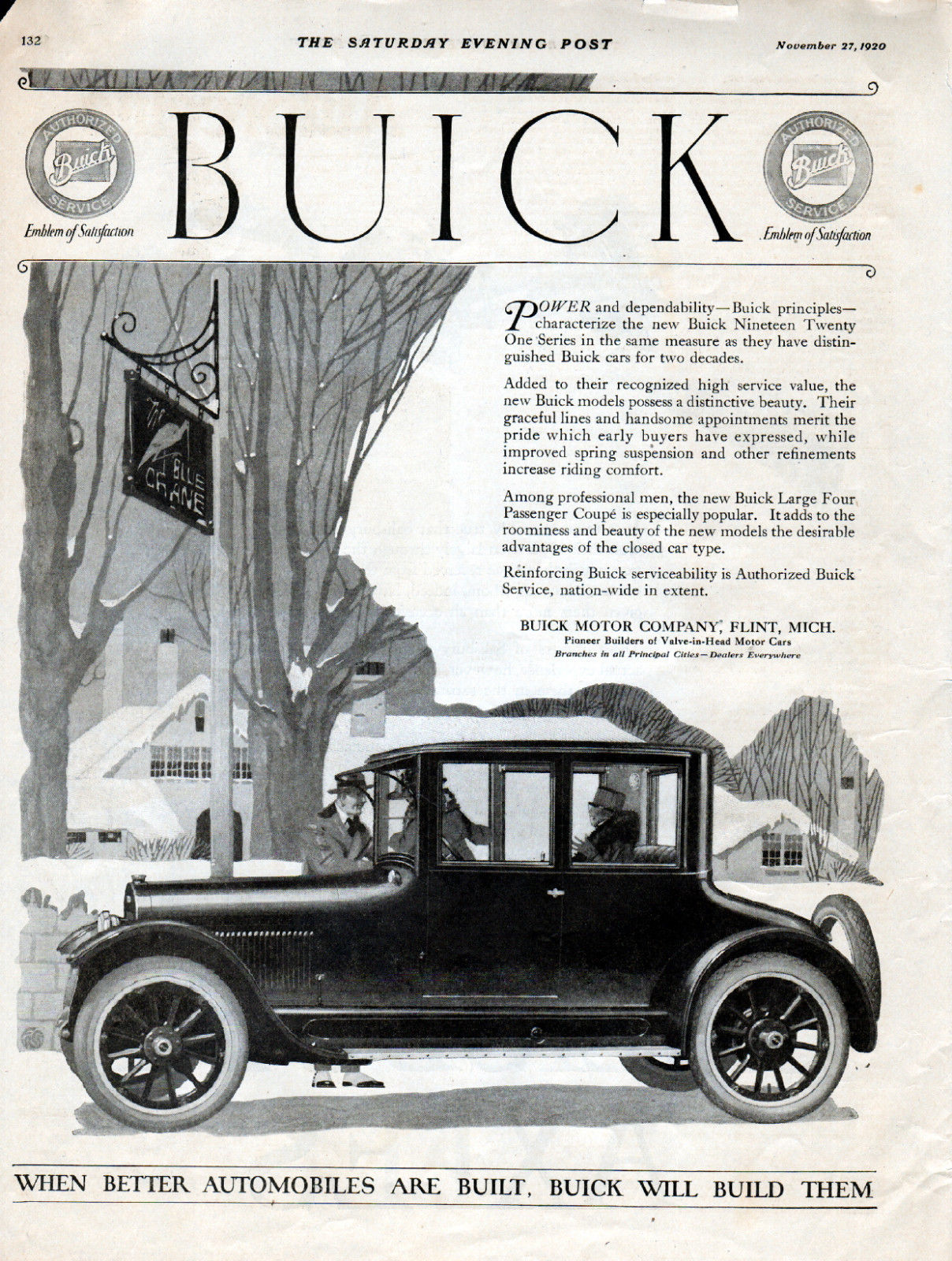
The Saturday Evening Post, Novembro de 1920
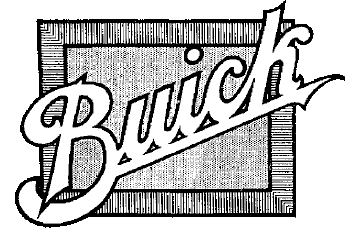
Logo da Buick de 1912
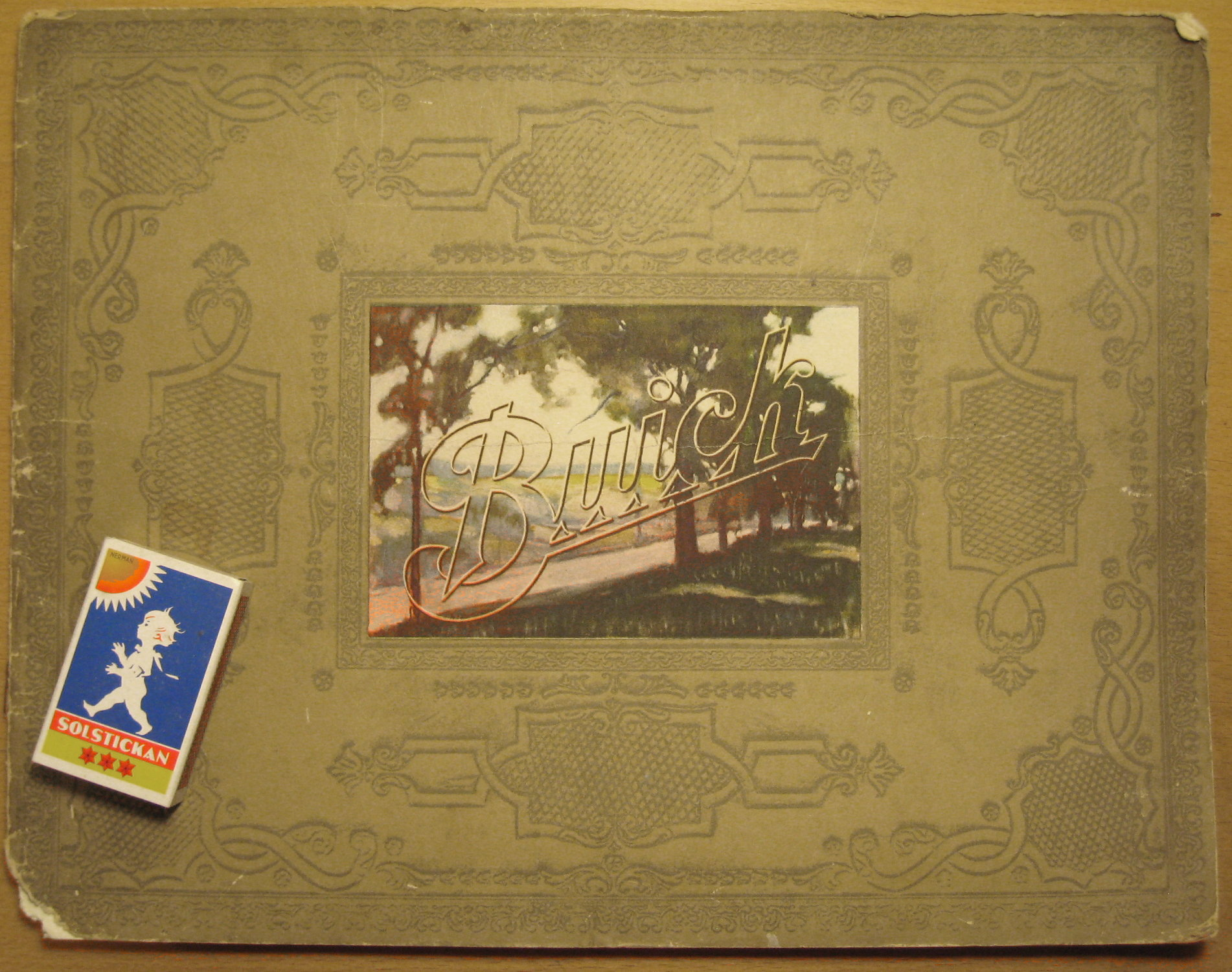
Capa promocional de 1925 de um revendedor sueco
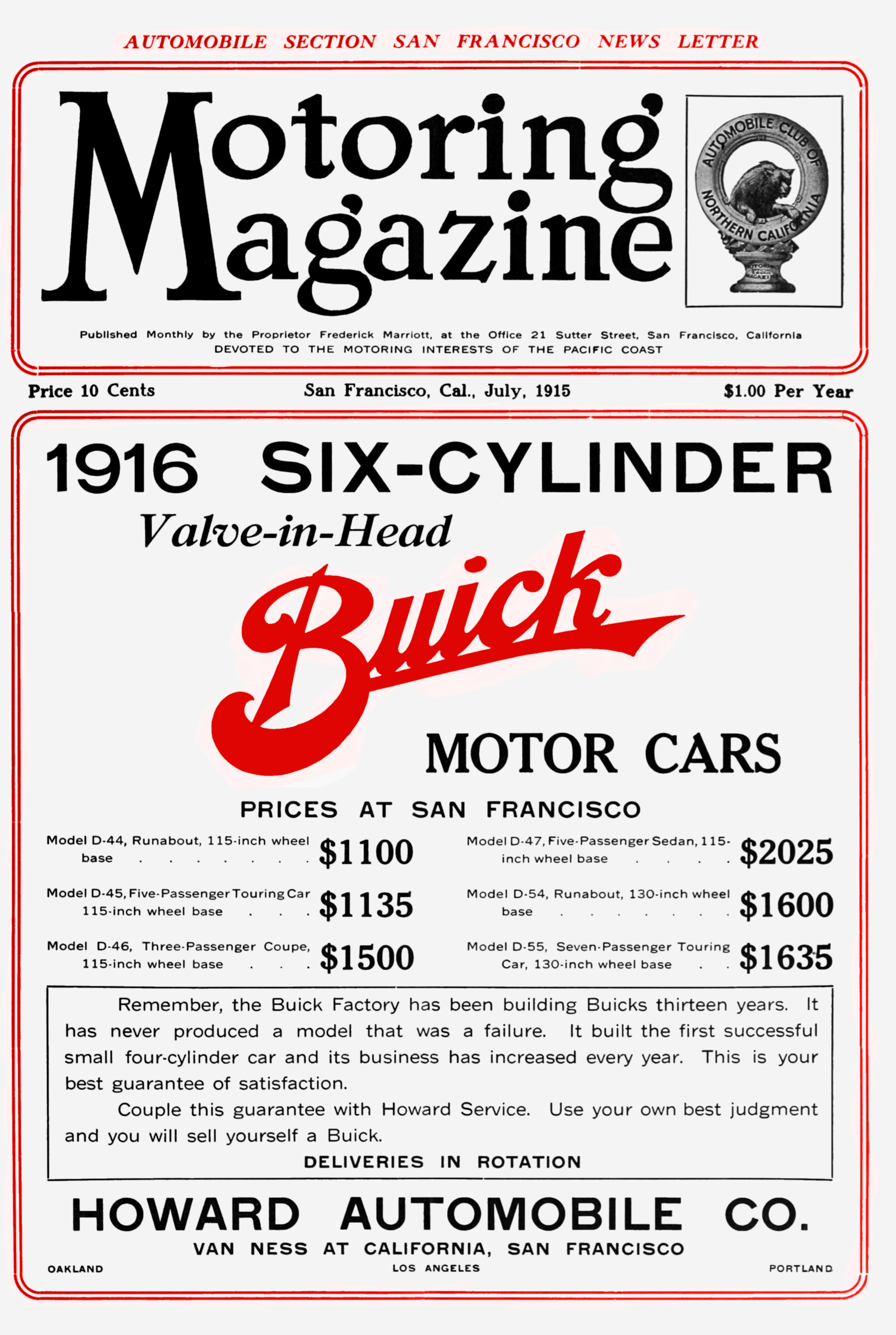
Anúncio da Buick para 1916  pelo negociante Howard Automobile Co., São Francisco.